# Prix Acton
Pour les articles homonymes, voir Acton.
Le prix Acton (en anglais Actonian Prize), est un prix scientifique décerné par la Royal Institution tous les sept ans pour « la personne qui, de l'avis du comité des directeurs de l'institution, est l'auteur du meilleur essai illustrant la sagesse et la bienfaisance... »
Lorsque le prix devait être décerné, des annonces étaient publiées et les concurrents étaient invités à envoyer leurs essais au secrétaire de la Royal Institution, Albemarle Street, à Londres. Une sélection était alors faite par les gestionnaires qui annonçaient le résultat quelques mois plus tard.
Le prix doit son nom à Hannah Acton qui, en 1838, a laissé 1 000 £ à la Royal Institution en mémoire de son mari, l'architecte Samuel Acton (en),. Le prix est de nos jours décerné à un conférencier et n'est pas compétitif.
Le premier prix de cent guinées a été décerné à George Fownes pour son ouvrage Chemistry as Exemplifies the Wisdom and Beneficence of God, publié en 1844.

## Lauréats
- 1844 : George Fownes
- 1851 : Thomas Wharton Jones (en) pour  With the Wisdom and Beneficence of The Almighty as displayed in The Sense of Vision[7].
- 1858 : non décerné. Le sujet annoncé portait sur le rayonnement solaire. Les dirigeants de la Royal Institution ont signalé qu'aucun essai suffisamment méritoire n'avait été reçu et que l'argent avait été reporté pour une future récompense, conformément aux termes de l'acte de fiducie[8].
- 1865 : George Warington pour The Phenomena of Radiation as Exemplifying the Wisdom and Beneficence of God[9].
- 1872 : Deux prix de cent guinées chacun (105 £) sont décernés pour des essais sur le sujet de « La théorie de l'évolution des êtres vivants »[10]. L'un d'eux est remis au révérend George Henslow qui a publié son essai l'année suivante sous le même titre[11]. L'autre est attribué à Benjamin Thompson Lowne, qui publie l'année suivante The Philosophy of Evolution[12].
- 1879 : George Simonds Boulger (en)[5] pour son essai Structure and Functions of the Retina in all Classes of Animals, viewed in relation to the Theory of Evolution[13]
- 1886 : George Gabriel Stokes, président de la Royal Society[5]
- 1893 : Agnes Mary Clerke[14]
- 1900 : William Huggins et Lady Huggins pour Atlas of Representative Stellar Spectra[15]
- 1907 : Marie Curie[16] pour son essai Recherches sur les Substances Radioactives[17].
- 1921 : George Ellery Hale en reconnaissance de ses travaux sur les phénomènes solaires[18]
- 1928 : Archibald Vivian Hill[19]
- 1935 : William Astbury [20]
- 1949 : Alexander Fleming[21]
- 1977 : Ralph Louis Wain (en)[22]